# Linos Makwaza
Linos Makwaza (Zambia; 4 de diciembre de 1965) es un exfutbolista de Zambia que jugó en la posición de centrocampista.

## Carrera

### Club
Jugó toda su carrera con el Power Dynamos FC de 1988 a 2001, equipo con el que fue campeón nacional en cuatro ocasiones, ganó seis títulos de copa nacional y ganó la Recopa Africana 1991.

### Selección nacional
Jugó para Zambia en 34 ocasiones de 1988 a 1995 y anotó cinco goles, participó en tres ediciones de la Copa Africana de Naciones donde anotó un gol en la edición de 1990 y fue finalista en la edición de 1994.

## Logros
- Primera División de Zambia (4): 1991, 1994, 1997, 2000
- Copa de Zambia (3): 1990, 1997, 2001
- Zambian Charity Shield (1): 1998
- Zambian Challenge Cup (2): 1990, 2001
- Recopa Africana (1): 1991